# Josef Laštovička
Josef Laštovička (19. března 1912 Německý Brod – 29. září 1943 Praha, Pankrácká věznice) byl český policejní inspektor, který v době protektorátu pracoval v letech 1941 až 1943 jako tlumočník v „protikomunistickém“ referátu gestapa v Petschkově paláci v Praze. Ačkoli pracoval pro tajnou státní policii, všemožně dlouhodobě a účinně pomáhal vyslýchaným a zatčeným osobám. Byl zrazen konfidentem gestapa a za spolupráci s domácím protiněmeckým odbojem zaplatil životem.

## Život

### Rodinný původ, studia, kariéra (do roku 1938)
Josef Laštovička se narodil v Německém Brodě, kde prožil dětství a mládí. V době dospívání se věnoval trampingu. V letech 1934 až 1936 prošel základní vojenskou službou v československé armádě v cyklistické rotě instrukčního praporu v Milovicích. (Zřejmě zde se mu dostalo i výcviku operátora radiotelegrafické stanice.) Na vlastní žádost byl po vojenské službě přijat ke státní policii a v květnu 1937 absolvoval nástupní školu uniformovaného policejního strážního sboru v Praze. Koncem 30. let 20. století přestoupil k neuniformované stráži bezpečnosti (později kriminální policii).

### V Protektorátu Čechy a Morava
Okupace Čech a Moravy postavila před české četníky a policisty dilema: zachovat věrnost vlasti a národu nebo kolaborovat s Němci. Zůstat ve službě totiž znamenalo nejen dohlížet nad veřejným pořádkem a dopravou a bojovat s kriminální trestnou činností, ale zároveň plnit úkoly plynoucí z podřízenosti německým nacistickým bezpečnostním složkám, kterým šlo prioritně o potlačování domácího protinacistického odboje. Úředníci gestapa museli (v jim alespoň zpočátku neznámém českém prostředí) chtě nechtě úzce spolupracovat s českou policií. Po nastolení protektorátu si gestapo nárokovalo určitý počet českých policistů jako pomocné kancelářské síly a jako tlumočníky.
Kriminální asistent Josef Laštovička ovládal perfektně němčinu, psal velmi rychle na psacím stroji, dobře střílel z pistole i z pušky, žil spořádaným rodinným životem, sympatickým zevnějškem působil na okolní úředníky důvěryhodně a navíc splňoval i nacistická kritéria „árijského“ vzezření. .

#### Odboj
Ačkoli pracoval pro tajnou státní policii, všemožně pomáhal vyslýchaným a zatčeným. Jeho odbojová činnost byla značně rozsáhlá. Zprostředkovával setkání zadržených s rodinou, předání zpráv, jídla a cigaret, ničil některé důkazy a dodatečně upravoval vyšetřovací zprávy ve prospěch vyslýchaných. Umožňoval také kontakty a vzájemnou domluvu mezi zadrženými, sděloval domácímu odboji další (nová) jména, když se tato objevila ve spisu. Zpravodajský kontakt udržoval přes policejní odbojovou organizací „Blaník“. (Měl kontakty i na další odbojové skupiny.) Varoval domácí odboj před konfidenty a vedl si seznam úředníků a tajných spolupracovníků gestapa. V letech 1941 až 1943 policejní inspektor Josef Laštovička působil coby tlumočník v „protikomunistickém“ referátu gestapa IV.A-1 v Petschkově paláci v Praze.

##### Josefa Fajmanová
Přibližně v srpnu 1943, několik týdnů před svým zatčením (3. září 1943), navázala členka ilegální KSČ Josefa Fajmanová spojení s tlumočníkem gestapa Josefem Laštovičkou, Informace od Laštovičky procházely nepřímou cestou (a s mírným zpožděním) jednak přes policejní odbojovou organizací „Blaník“, ale také přes pracovníky družstva „Bratrství“, odkud pak doputovaly k Josefě Fajmanové a ta je předávala Josefu Molákovi. Když se v létě 1943 zaměřilo gestapo na členy III. ilegálního ústředního vedení KSČ (s cílem toto vedení rozbít), pokusil se Laštovička komunisty opakovaně varovat. Naléhavost situace se zvýšila poté, co se Laštovička dozvěděl, že jeden ze členů působících v jejich řadách – Jaroslav Fiala (vystupující pod pseudonymem „Kalina“) – je konfidentem (agentem) gestapa.

##### Jaroslav Fiala
Laštovička, vědom si nebezpečí z prodlení, riskantně a pod tlakem naléhavosti porušil pravidla konspirace a pokusil se Fajmanovou před Jaroslavem Fialou varovat stručnou a lakonickou varovnou zprávou, kterou zaslal (prostřednictvím ilegální organizace Blaník) 17. srpna 1943 a ve které stálo: „Vedoucí Pardubic je zrádcem strany.“ Varování ale nedoputovalo příliš daleko, neboť třetím článkem ve štafetě byl (nešťastnou náhodou) právě „Kalina“. Ten jej, zcela logicky, předal neprodleně gestapu. Následný písmoznalecký posudek detekoval Josefa Laštovičku jako jejího nezpochybnitelného pisatele. (Je dosti pravděpodobné, že gestapo mělo i jiné signály o tom, že Laštovička „pracuje proti nim a pro odboj“.)

#### Zatčení, vražda
Josefa Laštovičku požádal jeden z jeho nadřízených, aby 26. srpna 1943 zůstal odpoledne o něco déle v úřadovně a po odchodu ostatních zaměstnanců byl pak Laštovička (za přítomnosti vedení pražského gestapa) zatčen. Během měsíce „zostřených výslechů“ vzal zatčený veškerou vinu na sebe a nic podstatného na nikoho neprozradil. Německý právník, důstojník SS a úředník gestapa Dr. Ernst Gerke, který v roce 1942 převzal funkci šéfa pražského gestapa po Hans-Ulrichovi Geschkem, nařídil v cause Laštovička zvláštní zacházení (německy: Sonderbehandlung), které v praxi znamenalo fyzickou likvidaci bez předchozího soudního přelíčení. Dne 29. září 1943 vstoupilo na celu číslo 1 ve věznici v Praze na Pankráci několik gestapáků, kteří následně donutili dva české vězně, aby svého spoluvězně Josefa Laštovičku oběsili.

### Po druhé světové válce
Po druhé světové válce byl kriminálnímu obvodnímu inspektorovi Josefu Laštovičkovi in memoriam udělen Československý válečný kříž 1939 a Pamětní odznak Svazu osvobozených politických vězňů a pozůstalých.

## Fotogalerie

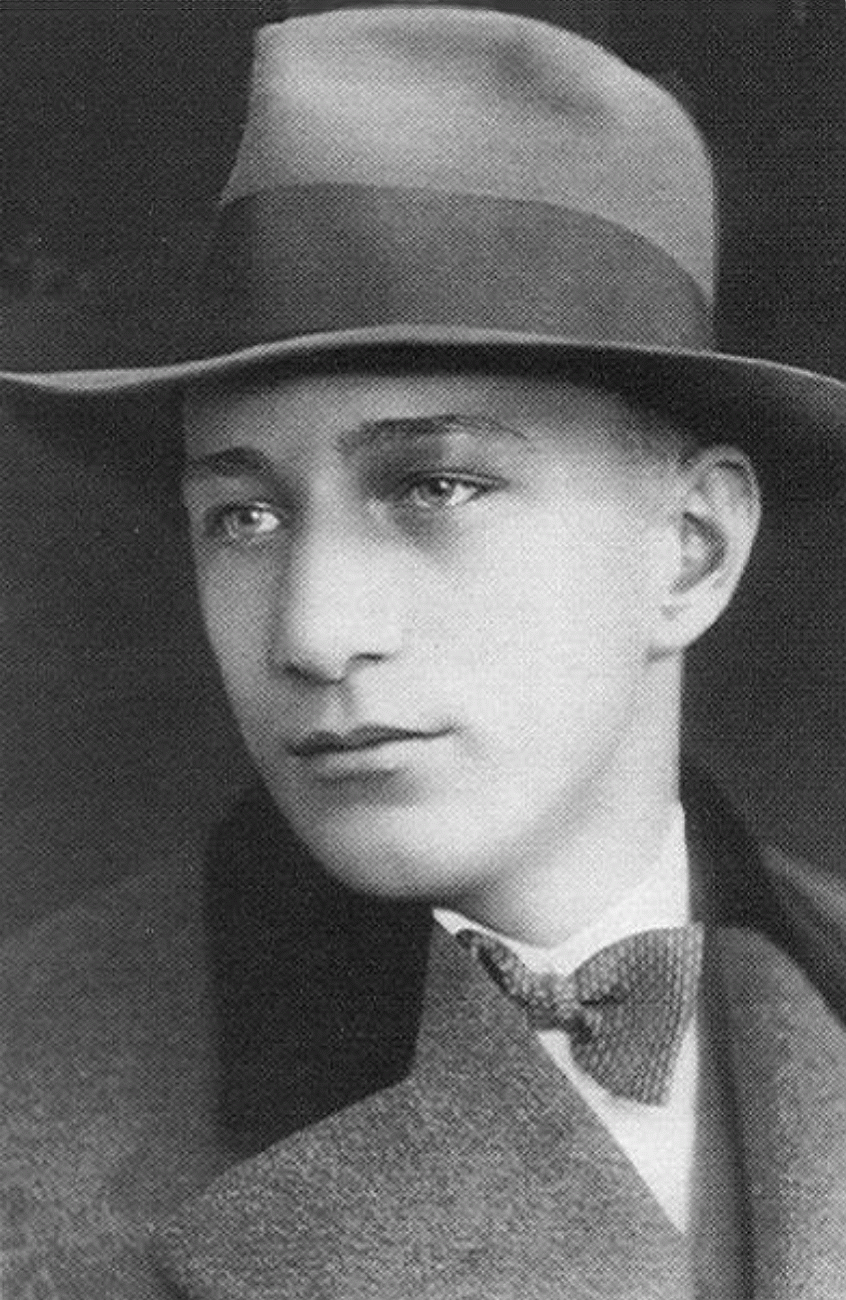
Josef Laštovička (civilní foto)
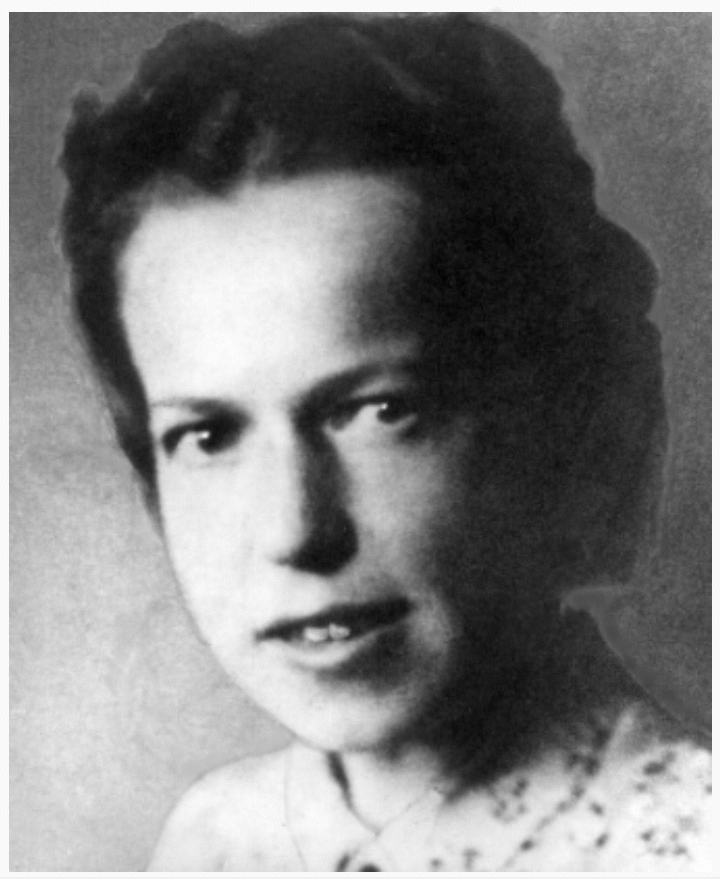
Josefa Fajmanová
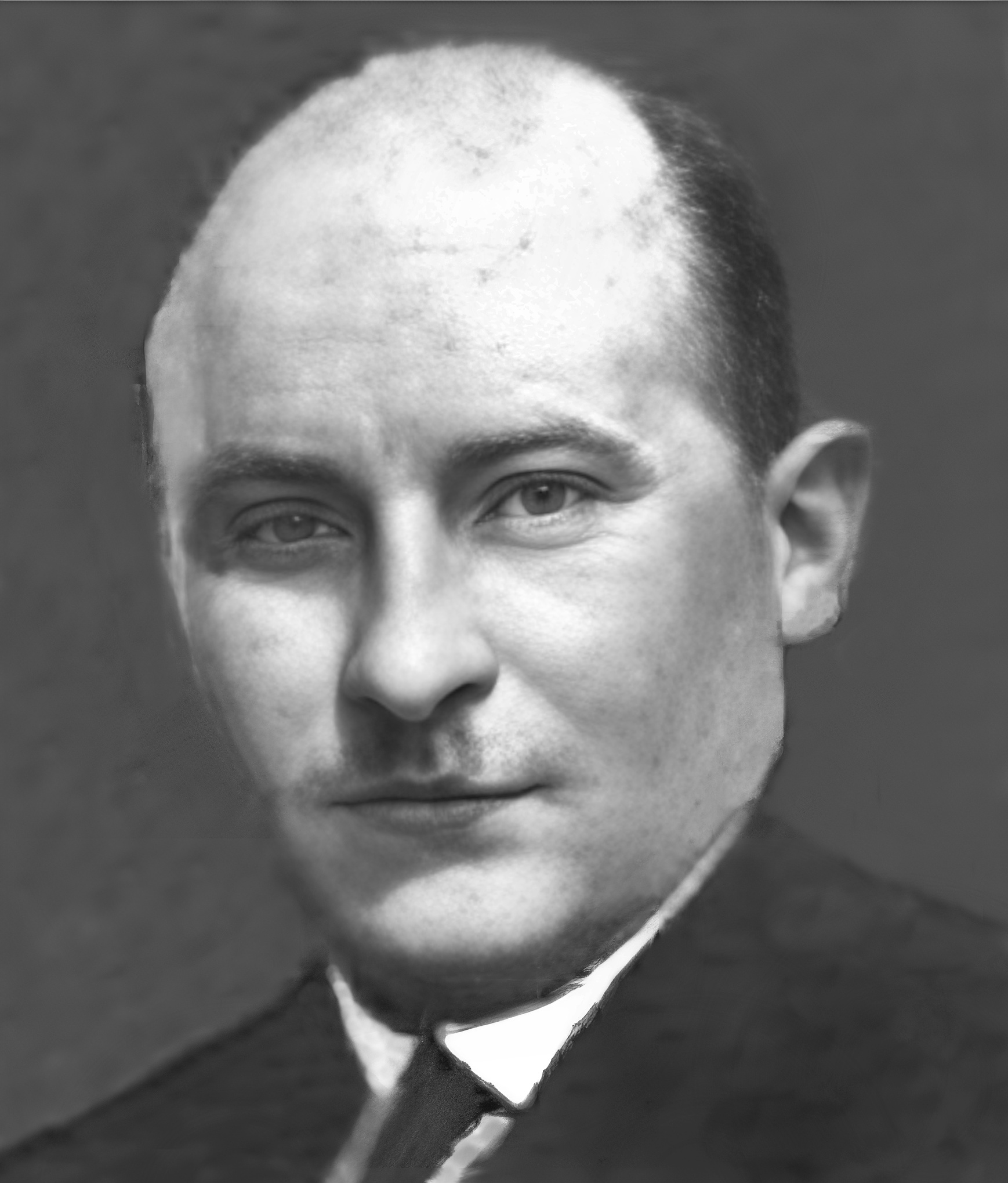
Josef Molák
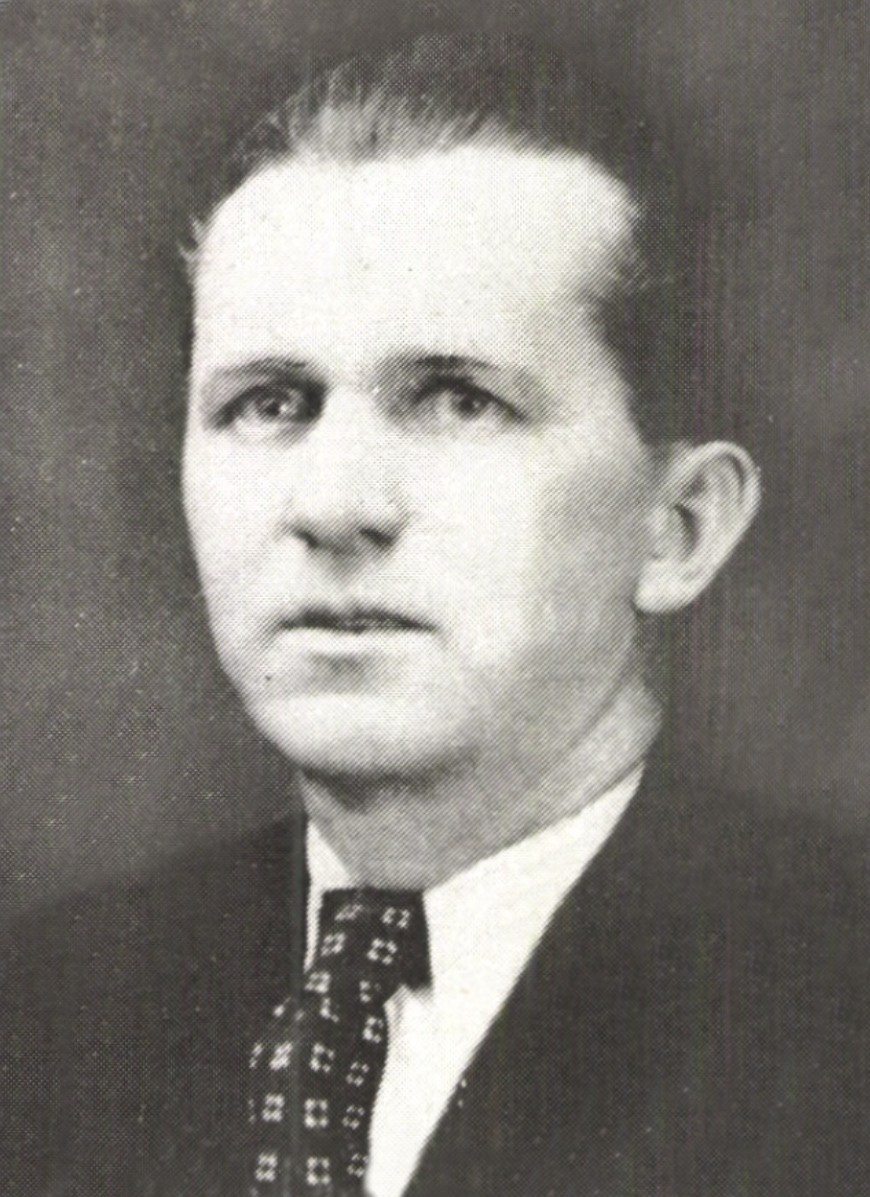
Jaroslav Fiala
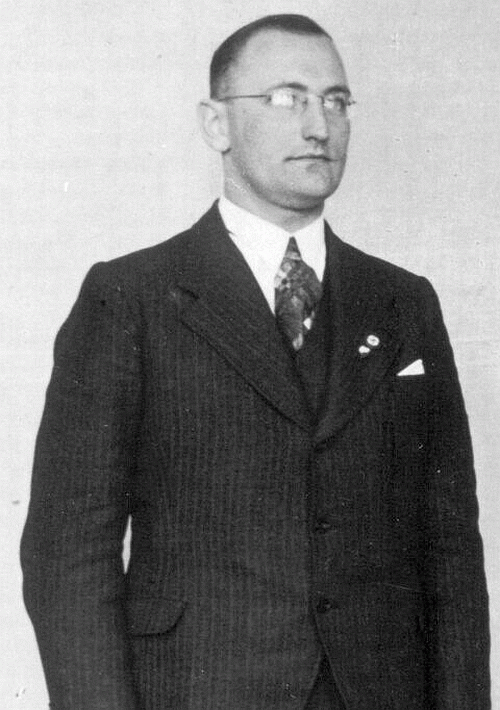
Dr. Ernst Gerke